# Diario 1921
Bajo el título de Diario 1921, Alfonso Rodríguez Castelao escribió las impresiones que le produjo un viaje de estudios que realizó por Francia, Bélgica y Alemania durante el referido año para conocer las últimas tendencias artísticas en Europa. El viaje le ocupó desde el 26 de enero hasta el 10 de octubre (fechas de la primera y última anotación). Algunos fragmentos aparecieron en la revista Nós en los años 1922 y 1923. Los textos fueron incluidos en libro por vez primera formando parte de Escolma posible (Editorial Galaxia, 1964), prologados y seleccionados por Marino Dónega. Como texto independiente no se publicó hasta 1977 (Museo de Pontevedra y Galaxia) con prólogo de Xosé Filgueira Valverde.

## Organización del viaje
El viaje pudo realizarse gracias a una ayuda concedida por la Junta para Ampliación de Estudios e Investigaciones Científicas, a través de su amigo y contertulio Sánchez Cantón. El objetivo de esta ayuda era estudiar, durante un período de nueve meses, las noticias técnicas europeas en aguafuerte, litografía y grabado, visitando museos y escuelas de arte de Francia, Bélgica, Alemania y Gran Bretaña, a pesar de que no llegó a visitar este último país, probablemente porque se demoró cinco meses en París.
Una de las condiciones de la bolsa de viaje fue la remisión de memorias mensuales con lo que iba viendo y aprendiendo, informes que Castelao basó en un diario en el que vertía todo tipo de opiniones, artísticas, políticas y personales, completadas con dibujos, fotografías, programas de mano recogidos de los museos visitados etc. El 6 de julio, en un boceto suyo de un baile campesino que adjunta en el Diario, escribe: "La verdad es que este diario va lleno de cosas diferentes. ¡Y muchas chorradas lleva!".

## Itinerario

### Francia
El Diario de Castelao comienza el 26 de enero de 1921, fecha en la que llega a París. En esta ciudad visitó, como hará en las otras que irá recorriendo a lo largo del viaje, los museos (Louvre, museo de Luxemburgo, museo de Cluny, museo Guimet, Petit Palais, museo de Rodin), los monumentos más conocidos (Panteón, Notre Dame, Sainte-Chapelle, Sacré Cœur), las exposiciones que coincidían con su estancia (como la Exposición del Salón de los Humoristas, que describe con minuciosidad) y, naturalmente, los lugares más característicos de la ciudad, como cualquier turista, como el Sena o la torre Eiffel.

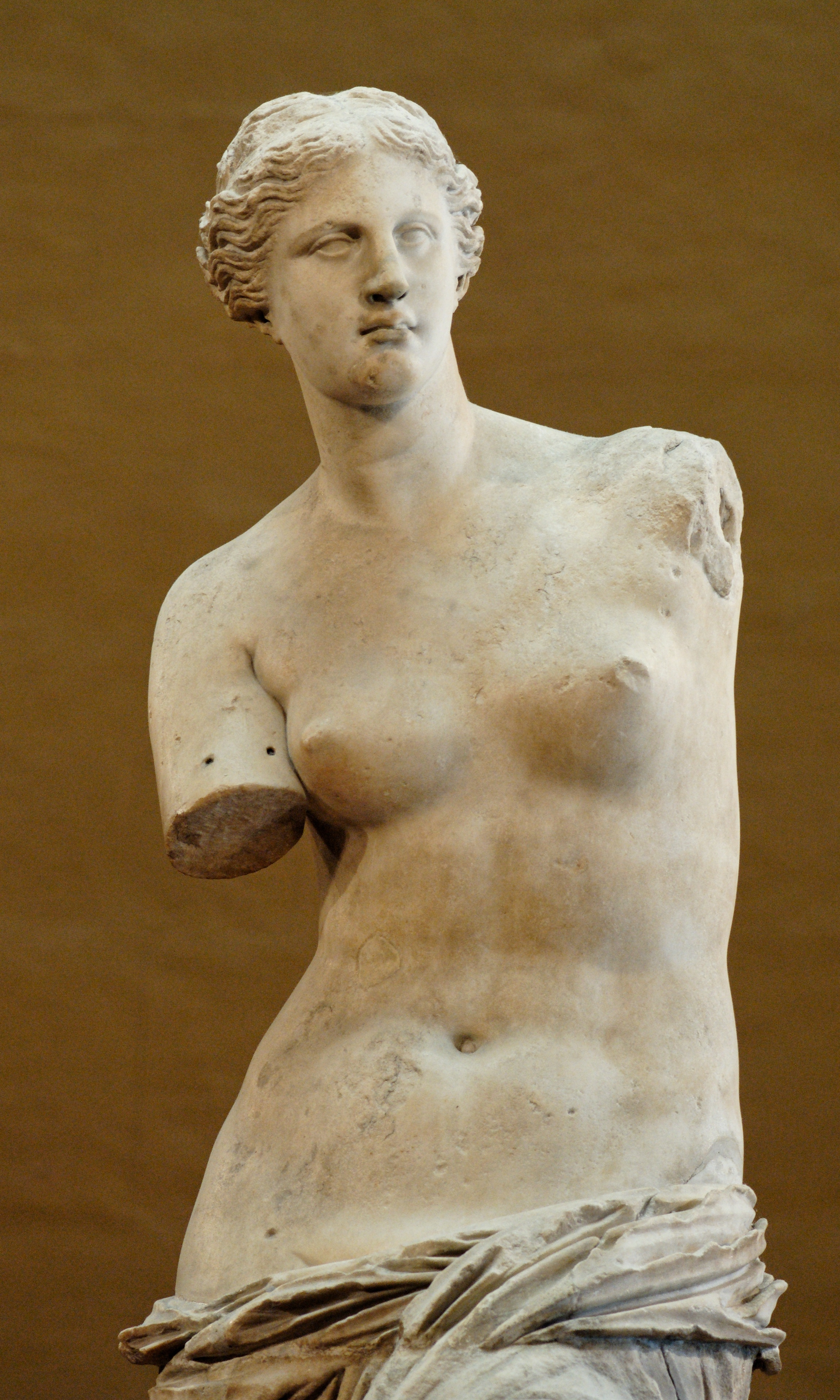
Hoy tuve ocasión de ademirar la Venus de Milo... La pruebe está hecha un freganduxo. Tiene berrugas y carafunchos en la cara. Tiene el cuero como lo de una gitana que jamás si lavara. ES grandona, sosona, porcona, comellona, graxenta etc. Quien quiera conservá-lana ilusión, que no la vea.

Las opiniones que va vertiendo en el diario son desde el primer momento críticas con la pintura moderna que observa ("Da esposición dos humoristas falo mal e do Cubismo digo que me é simpática a intención intelectual", escribe en uno de sus informes mensuales), al contrario del que escribe cuando habla de los dibujos chinos y japoneses, las estatuas y momias egipcias o las gárgolas de Nôtre Dame. También escribe del asco que le produce lo que califica como uso abusivo del desnudo en las nuevas pinturas y esculturas ("No Luxembourg farteime de ver mulleres de marbre encoiras. Tanta teta e tanto cu amoláronme"). Sobre Pablo Picasso escribe lo siguiente: "Con todo, eu penso que Picasso é un farsante... A min pareceume que Picasso é un home de gosto refinado se se quer, pero que non sabe dibuxar... Eu teño a Picasso nada máis que por un 'amateur' da arte".
Queda claro que París no le gustó: "Non, ho. París non entrará en min nin eu nil. Axiña que vexa ben todo o que debo ver, pillo o tren e fuxo". Y también escribe lo siguiente: "Da vida de París... ¡non sei que dicir! Se a civilización, se o progreso pode traer tanta inmoralidade, eu prefiro que non chegue endexamáis á nosa Terra". Aun así, en la última anotación del Diario, escrita en París el 21 de junio, dice: "Deprendín moito en París sen perder unha migalla tan siquera das miñas ideas. O esquelete do meu arte ganará moito con iste viaxe", opinión que contrasta con la expresada en el colofón del viaje.

### Bélgica
En la segunda fase del viaje recorrió Bélgica, país en el que se queda casi dos meses. A su llegada a Bruselas, el 22 de junio, escribe: "A primeira impresión é a seguinte: os primitivos flamengos son o mellor que hai en pintura". Esto explica que pase los días 27 al 29 completos en el Museo Nacional de Arte Antiguo, admirando las obras de El Bosco, de Pieter Brueghel el Viejo y de Pieter Huys, entre otros. Del cuadro Las tentaciones de San Antón, del primero, dice que está lleno de humor y copia diferentes detalles. También dibuja detalles de los cuadros de Brueghel. Concluye diciendo que "Eu non sei saír do Museo antigo... Non é posíbel que poida eispresar o meu entusiasmo polo museo antigo. Sería capaz de ir tódolos días da miña vida a iste museo sen fatiga".

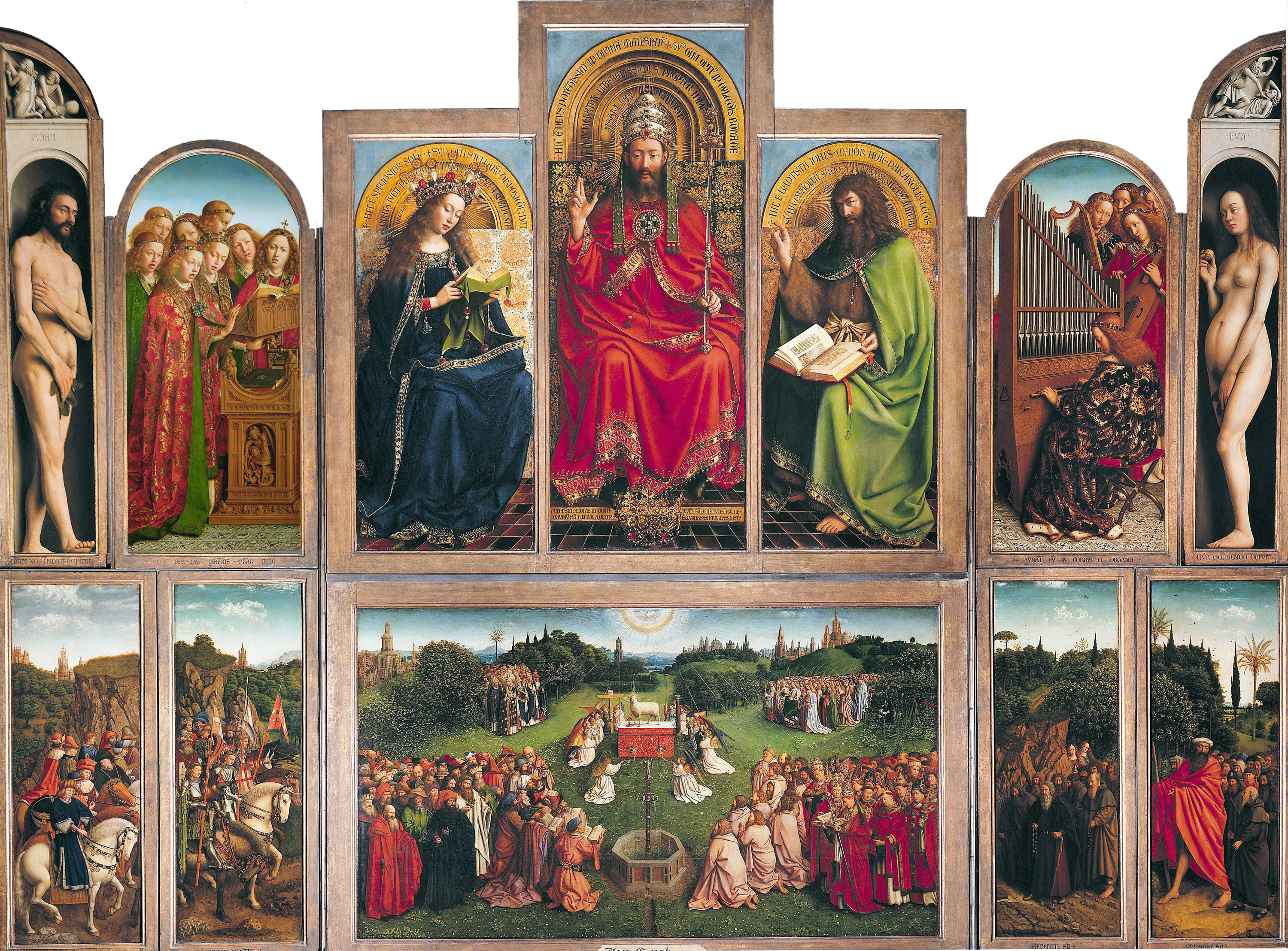
La adoración del Cordero místico, de los hermanos Van Eyck (1432).

Visita también Gante, donde estudia durante varios días el políptico de Hubert van Eyck, La adoración del Cordero místico, que conserva la catedral de San Bavón: "É unha obra que mete medo. Superior ó que eu pensaba. Pasei alí toda a mañán. Volverei outras veces até levalo na memoria gravado pra sempre. É a obra definitiva dun Arte, dunha época e dunha persoalidade"; "En suma, no sé decir por qué este cuadro da tan honda emoción, pero no espero ver cosa mejor ni más definitiva".
También visitó la ciudad de Brujas. El 26 de julio, descansando en un café de esta ciudad, dibuja varios esbozos –pensando en Brueghel y en el Bosco- para desarrollar en un futuro cuadro suyo. En uno de los esbozos escribe: "Un paisano (que puede no ser paisano y sí recaudador) está sacando la última sangre de una vaca que tiene la cabeza de una calavera". Esta imagen será la base de una de las Cousas de Castelao y también del diseño de uno de los carteles que dibujará en 1936 para la campaña a favor del Estatuto de Galicia.
Desde Brujas fue a Amberes (2 de agosto), donde queda decepcionado ante los cuadros de Rubens ("Óllase que Rubens era un fabricante de cadros pintados a man") y Rembrandt ("Rembrandt é indiscutíbel, un enorme artista; pero vistas catro ou cinco obras súas paréceme a min que abondan pra decatarse un do seu arte e da súa técnica"). Por el contrario, redunda en los comentarios elogiosos sobre Brueghel el Viejo.

### Alemania

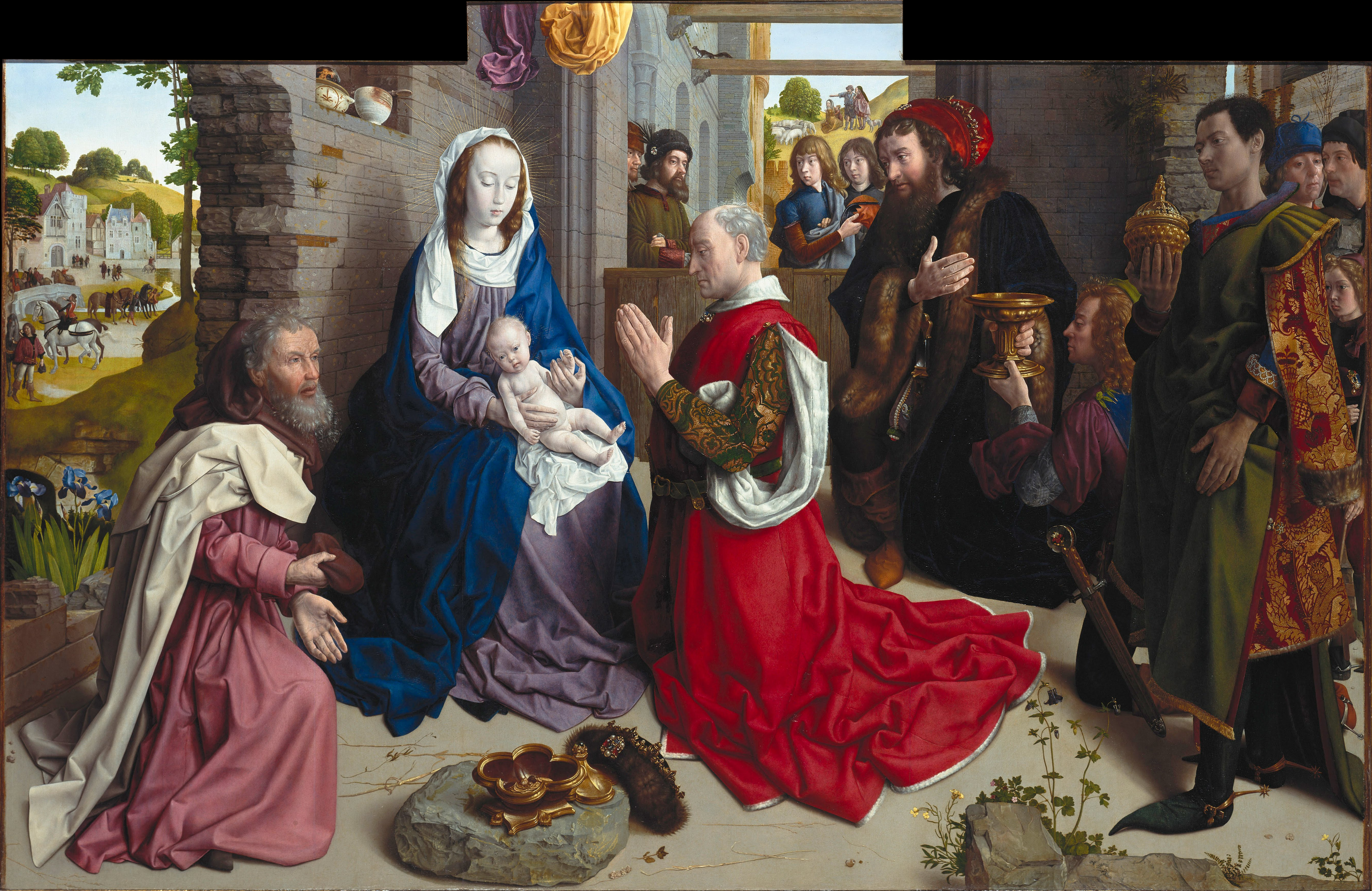
Patrimonio gallego en el exterior. La Adoración de los Magos, de Van der Goes.

La tercera y última etapa del viaje es Alemania, donde llega el 16 de agosto para conocer el expresionismo. En Berlín se topa con la dificultad del idioma, ya que él no sabe alemán y no encuentra nadie que hable francés o castellano ("Sigo sin entenderme con nadie"). Visita el museo Kaiser Friedrich y la Nationalgalerie, donde sigue dedicándose fundamentalmente a la pintura flamenca, sin olvidar la nueva pintura impresionista y cubista. El 21 de agosto, frente al cuadro Adoración de los Magos, de Van der Goes, escribe: "Al pasar delante del Van der Goes de Monforte sentí verdadero estremecimiento. ¡Viva España! dicen siempre los españolistas, pero todos ellos no son hombres para poner dinero por el honor de esa España que tanto alaban, y dejan salir de España una joya semejante".
Al cabo de un mes marcha a Múnich (18 de septiembre), que parece gustarle más que Berlín; también lo que aquí ve de Rembrandt hace que mejore la opinión que tenía de él. Describe diferentes exposiciones de pintura modernista, de una de las cuales dice que le resultó "mucho más intresante que todas cuantas he visto en París en el Gran Palais". Aun así, repite opiniones demoledoras como la que le merece Paul Klee: "Mi chaval hace dibujos mejores. Yo no sé por qué una persona mayor ha de pintar como pintan los niños, pues los que ya no somos niños no podemos hacer niñerías".

## Conclusiones del viaje
En líneas generales, el Diario de Castelao refleja una honda decepción ante las vanguardias artísticas, que veía vacías y artificiales, "pour épater le bourgeois", escribiría tras ver una exposición de artistas independientes en París. En el viaje visita cuanto museo y exposición encuentra en las ciudades que recorre, pero mientras que los comentarios los pones primitivos flamencos son normalmente muy laudatorios, los que vierte sobre las personalidades y tendencias de la nueva pintura suelen revestir un claro desprecio. A punto de rematar la estancia en París escribe: "Ya sé lo que es el dadaísmo. El dadaísmo no es nada; el dadaísmo es hacer nada con nada y es peor que nada porque es tonto y en un pueblo donde haya un poco de higiene espiritual los dadaístas serán recibidos a palos".
Cuando remataba el viaje, y pensando ya en el regreso, Castelao comienza a recoger conclusiones en su Diario: "¿E que deprendín moito? Non; do meu arte non deprendín nada novo e canto levo visto dos artistas contemporáneos non me parece superior ó que eu podo faguer... Eu teño que confesar que sairei de eiquí tal como vin e sen deprender nada". Finalizado el viaje (en la última anotación, de 10 de octubre) escribe:

"Mais eu teño que confesar que sairei deiquí tal como vin sen deprender nada. O que ollei de xeito novo xa o presentía e aínda un pouco mellorado (falo do novo que me gusta, pois vin moito que non presentía. Que non presentía porque eu son un home cordo, gracias a Deus)."

## ElDiarioen la obra posterior de Castelao
Hace falta señalar que, en varias ocasiones, los hechos o cuadros que describe Castelao en este viaje dieron pie a algunos de sus textos, dibujos o cuadros posteriores. Como tal, cuando cuenta que vio el cuadro de Brueghel en el Louvre, La parábola de los ciegos, tema que veinte años después serviría de base de una de sus láminas de la serie Ciegos: mis compañeros.
Del mismo modo, cuando cuenta que el 15 de marzo visitó en París la casa de un hombre que vendía huesos humanos, calaveras y esqueletos completos. Remata esta visita con esta frase: "Nos enseñó un montón de pieles de cristiano tatuadas, por cierto que algunas eran bien hermosas". Al año siguiente, ya de vuelta en Galicia, publicó con este mismo argumento una de sus Cosas titulada Novela (y retitulada como Ramón Carballo. Novela cuando recopiló en el libro Cosas las primeras 18 narraciones, en 1926). En este texto, en una de las pieles tatuadas que le muestra aquel hombre había grabado el nombre de Ramón Carballo, emigrante fracasado que Castelao dice que había conocido de chaval.
El 27 de mayo escribe que le contaron "el disgusto de una señora fidalga de París por morírsele ... un canciño... Yo me recordé de camino de los cuentos que si cuentan en gallego de quien si le muere una vaca ... Amostrar istes dos sentimientos da motivo pra un cuento". Efectivamente, en 1922 publica una de sus Cousas de la vida con el siguiente pie: "¡Probiña! Le murió uno canciño que le llamaban Fifí...". Y en 1927  una Cosa bajo el título Sí yo fuera autor en la que esboza una obra de teatro en dos actos: en el primero muere la vaca de un labrador, entre las risas de los señoritos del patio de butacas; en el segundo, muere el canciño de la señorona, entre las risas del público humilde del gallinero.